# Albagiara
Albagiara település Olaszországban, Szardínia régióban, Oristano megyében. Lakosainak száma 242 fő (2023. január 1.). Albagiara Ales, Assolo, Genoni, Gonnosnò, Usellus, Villa Sant'Antonio és Mogorella községekkel határos.

## Népesség
A település népességének változása:
| Lakosok száma | 264  | 254  | 242  |
|               | 2017 | 2018 | 2023 |